# قانون الإنشاءات

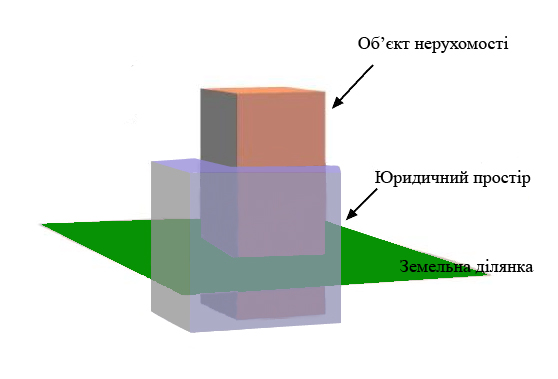
الكائنات المسجلة بواسطة السجل العقاري ثلاثي الأبعاد

قانون البناء هو فرع من القانون يتعامل مع المسائل المتعلقة بتشييد المباني والهندسة والمجالات ذات الصلة. إنه في جوهره مزيج من قانون العقود والقانون التجاري وقانون التخطيط وقانون العمل والضرر. يغطي قانون البناء مجموعة واسعة من القضايا القانونية بما في ذلك العقد والإهمال والسندات والوثائق والضمانات والكفالات والامتيازات والمصالح الأمنية الأخرى والعطاءات وشكاوى البناء وعقود الاستشارات ذات الصلة. يؤثر قانون البناء على العديد من المشاركين في صناعة البناء، بما في ذلك المؤسسات المالية والمساحين ومساحين الكميات والمهندسين المعماريين والبنائين والمهندسين وعمال البناء والمخططين.

## مجالات الممارسة المحددة
يقوم قانون البناء على المبادئ والمنهجيات القانونية العامة ويتضمن الإطار التنظيمي (بما في ذلك تأمين الدفع والتخطيط والتنظيمات البيئية وأنظمة البناء) ومنهجيات العقد واختياره (بما في ذلك أشكال التعاقد التقليدية والبديلة) وقضايا العقد من الباطن وأسباب الدعوى القضائية والمسؤولية الناشئة عن العقد والإهمال وأسباب أخرى والتأمين وأمن الأداء وحل النزاعات وتجنبها.
تطور قانون البناء إلى نظام ممارسة في حد ذاته، متميزًا عن مجالاته التقليدية كممارسة فرعية لتمويل المشروع أو العقارات أو قانون الشركات. غالبًا ما تكون هناك روابط قوية بين قانون البناء وقانون الطاقة وقانون النفط والغاز.

### بعض المجالات الرئيسية التي يغطيها محامي البناء هي
- قرارات النزاع البديلة.
  - التحكيم.
  - مجالس مراجعة المنازعات (أو مراجعات الأطراف الأخرى).
  - الوساطة.
  - المفاوضات المنظمة.
- قضايا الإفلاس للمقاولين والملاك والموردين، إلخ.
- نزاعات المناقصات (العطاءات).
- تصاريح البناء وغيرها.
- نمذجة معلومات المباني.
- قانون العقود.
  - أوامر التغيير (الاختلافات).
  - شكاوى البناء.
  - امتيازات البناء.
  - متطلبات الأجور (قانون دافيس-بيكون، وما إلى ذلك).
  - قوانين الدفع والدفع الفوري.
  - تمديد الوقت.
  - صياغة عقود البناء.
  - عقود المقاولات الصناعية.
  - التفاوض بشأن عقود البناء.
  - التفاوض بشأن شكوى فسخ العقد، سواء بسبب الالتزام أو التقصير.
- التصميم أو البناء المعيب.
- التأخيرات والتسارع.
- قانون العمل بما في ذلك الهجرة.
- المسائل البيئية في البناء.
- قانون (قوانين) الشكاوى الزائفة.
- قوانين وأنظمة الحريق.
- استيفاء القوانين الخاصة بعدم التمييز أو تشريعات التأثير الاجتماعي الأخرى.
- قضايا التأمين.
  - الضرر والمسؤولية.
  - التعويض.
  - قانون الضمان (سندات الدفع والأداء).
- قضايا وإضرابات العمل.
- ترخيص مهنيي البناء.
- إدارة السلامة والصحة المهنية والوكالات الفيدرالية الأخرى.
- التفتيش الزائد.
- أنظمة تسليم المشاريع، مثل: تصميم - عرض – بناء، تصميم - بناء ومدير مشروعات التشييد عند تعرضها للخطر.
- توفير الدفاع للشركات التي تواجه إجراءات إدارية، مثل: الشطب (فقدان قائمة العطاءات).
- تقديم المشورة القانونية.
- البناء العام.
  - البناء الفيدرالي بموجب الاتحاد الفيدرالي أو التأمينات الأخرى المنظمة.
  - إجراءات التعاقد الحكومية.
- قوانين البناء الحكومية والمحلية.
- البناء المستدام، على سبيل المثال الريادة في تصميمات البيئة والطاقة.
- الدعاوى القضائية: النظر في قضايا البناء في المحكمة.
- المخالفات والسلامة أو غيرها من القوانين.

## الممارسة الخاصة بكل دولة

### المملكة المتحدة
في المملكة المتحدة، هناك جمعية نشطة لقانون البناء منذ عام 1983، وهناك الآن جمعية أوروبية لقانون البناء، وجمعيات قانون البناء في أستراليا وهونغ كونغ وسنغافورة والإمارات العربية المتحدة. تعمل محكمة العقود المشتركة على النوع الأكثر شيوعًا من عقود البناء القياسية وأحدث مجموعة من العقود الصادرة عن محكمة العقود المشتركة وهي إصدارات عام 2016. شكل العقد الأكثر تفضيلًا من قبل الهيئات العامة هو مجموعة عقود إن إي سي.
على الرغم من رؤية البعض أن قانون البناء يُعتبر شكل آخر من أشكال قانون العقود العامة، إلا أنه مجال متخصص للغاية ومعظم الأشخاص الذين يحتاجون إلى المشورة بشأن قانون البناء في المملكة المتحدة سيطلبون المشورة من متخصصي قانون البناء.

### كندا
في كندا، يشترط القانون دفع المال مقابل العمل المنجز كوديعة.